# Micromus australis
Micromus australis is een insect uit de familie van de bruine gaasvliegen (Hemerobiidae), die tot de orde netvleugeligen (Neuroptera) behoort. 
Micromus australis is voor het eerst wetenschappelijk beschreven door Hagen in 1858.